# Дегтярёв, Александр Ильич
Александр Ильич Дегтярёв (1918—1943) — красноармеец Рабоче-крестьянской Красной Армии, участник Великой Отечественной войны, Герой Советского Союза (1943).

## Биография
Александр Дегтярёв родился 12 августа 1918 года в деревне Синий Колодезь (ныне — Мещовский район Калужской области) в крестьянской семье. Окончил семь классов школы, после чего работал в колхозе. В 1939 году Дегтярёв был призван на службу в Рабоче-крестьянскую Красную Армию. С начала Великой Отечественной войны — на её фронтах. К сентябрю 1943 года красноармеец Александр Дегтярёв был стрелком 177-го стрелкового полка 236-й стрелковой дивизии 46-й армии Степного фронта. Отличился во время освобождения Харьковской и Днепропетровской областей Украинской ССР.
5 сентября 1943 года в бою у села Тарановка Змиёвского района Харьковской области Дегтярёв гранатой уничтожил вражескую автомашину. В дальнейшем в ходе битвы за Днепр он одним из первых в своём подразделении переправился через реку. 26-27 сентября в боях за село Сошиновка Верхнеднепровского района Днепропетровской области он заменил собой выбывшего из строя командира взвода и успешно руководил действиями подразделения. 1 октября Дегтярёв участвовал в отражении ряда вражеских контратак, лично уничтожил 12 вражеских солдат, ещё 3 взял в плен. В боях два раза был ранен, но поля боя не покинул. От полученных ранений скончался в госпитале 5 октября 1943 года.
Указом Президиума Верховного Совета СССР от 1 ноября 1943 года красноармеец Александр Дегтярёв посмертно был удостоен высокого звания Героя Советского Союза. Также был награждён орденами Ленина и Красной Звезды.
Похоронен в селе Радсело Петриковского района Днепропетровской области.